# 麻美ゆま
麻美 ゆま（あさみ ゆま、1987年3月24日 - ）は、日本のタレント、歌手、女優、元AV女優、元恵比寿マスカッツ。
アリュール（現・ハーベスターズ）所属。

## 略歴
2005年3月、事務所に所属。麻生由真名義でグラビアや『アイドルコロシアム』等に出演。12月まで煩悩ガールズの一員としても活動した。
2005年10月28日『純情ハードコア』（アリスJAPAN）、11月7日『新人×ギリギリモザイク』（S1）でAVデビュー。大手2社同時デビューは当時の業界内では極めて異例であった。キュートなルックスと明るいキャラクター、Hカップのバストで一躍人気女優となる。CDVJ加盟店のPOSデータでは、麻美ゆまの作品がデビューからの半年間で1位を5回獲得（2005年11、12月、2006年2、3、4月）。業界誌『アダルトインサイダー』で特集「空前の回転率を記録する麻美ゆま徹底研究」が組まれた（2006年7月号、ギャガ・クロスメディア・マーケティング）。
2006年「麻美ゆま」でスーパーぷるるん選手権（ヤングジャンプ）6回戦に出場。2006年末のMOODYZ年末大感謝祭にて最優秀女優賞を受賞、作品賞では『新人 ギリギリモザイク 新人ギリギリモザイク』が第2位に選ばれる。2007年には女優賞では4位、作品賞では『ギリギリモザイク 妻みぐい ゆまと穂花との共同生活』が第6位に選ばれた。
2008年1月23日、1stシングル『Resolution』発売。4月7日、恵比寿マスカッツに1期生として加入。解散までの5年間番組収録やライブで活躍。
2009年3月1日、イベント・サイン会で47都道府県、全国制覇を達成。
2010年4月7日、恵比寿マスカッツの2代目リーダーに就任。2012年3月までの2年間リーダーを務める。
2012年2月29日、AV30（アダルトビデオ30周年記念プロジェクト）のオールタイムベスト女優人気投票で2位に選ばれる。
2013年2月、卵巣に境界悪性腫瘍という病気が見つかる。マスカッツの解散ライブ出演を見据えた治療を開始。2月25日、両卵巣と子宮の全摘出手術を行う。3月21日、1回目の抗がん剤治療を行う。4月7日、マスカッツの解散ライブに5時間すべて出演し、5年間活動した恵比寿マスカッツを卒業した。6月6日「2月頭に、卵巣に良くない腫瘍が見つかり、手術を行い、現在抗がん剤の治療をしています」とTwitterにて公表。8月、予定されていた治療を終える。
2013年8月26日、「BAZOOKA!!!」の生放送に出演。10月5日、「Rock Beats Cancer FES Vol.3」に出演。10月6日、YouTubeの動画にて、予定されていた治療を終えたことを自分の口から伝えた。12月7日 講演。12月22日 カレンダー発売イベント、FCイベント。12月28日 マスカッツDVD発売イベント。歌手、タレント、講演を中心に徐々に活動を再開。
2014年5月8日、自叙伝『Re Start ~どんな時も自分を信じて~』出版。6月から『東京スポーツ』で「HAPPY&SMILE」を連載（全20回）。
2015年5月20日、2ndシングル『Re Start～明日へ～』発売。同日記者会見で「きょうでAVは卒業します」とAV業界からの引退を宣言した。2015～2019年、舞台「志村魂」に出演。
2016年3月27日、バースデーイベント「麻美ゆま Birthday Party!! アラサーパイ投げ大作戦!! ～歌うよ!弾けるよ!みんなでお祝いしてね♡～」を行う。
2017年1月18日、1stミニアルバム『SCAR Light EP』発売。3月20日、初ワンマンバースデーライブ「三十路の国からこんにちは」「三十路の国からこんばんは」を行う。
2018年、病気から何事もなく無事に5年が経過。寛解を迎えることを受け、2019年度版カレンダーではビキニ姿を披露した。
2019年3月24日、初バンド編成ライブ「平成最後のBirthday LIVE!! in SHIBUYA 0324.」を行う。6月22日、初主催ライブ「YUMA Labo. #0」を行う。
2020年1月16日、「YUMA Labo. #03」で吉沢明歩と共演。1月17日、「YUMA Labo. #04」でRioと共演。5月15日、公式ファンクラブ「YumaLand」開設。6月23日、YouTubeチャンネル「麻美ゆまとオトナの保健室」開設。7月31日、配信ライブ「マナツノヨルノユマ」を行う。10月28日、麻美ゆまになってから、丸15年経った。12月17日、「街録ch」にて自身の半生を語る。
2021年3月19日、バースデーライブ「厄年抜けましたぁぁ！」を行う。6月1日、ファン交流サイト「YUMA RESORT」開設。7月16日、公式YouTubeチャンネル「ゆま湯」開設。9月12日、配信ライブ「マナツノヨルノユマ Vol.02」を行う。11月27日 京都にて撮影会、11月28日 名古屋にて撮影会を行う。
2022年2月26日、「みひろ 20周年 SPECIAL LIVE」に出演。3月19日、「YUMA ASAMI BIRTHDAY PARTY 2022」を行う。5月25日、「恵比寿マスカッツ10周年記念ライブ～オールスター大感謝祭～」に出演。5月28日、「みひろ SPECIAL LIVE Vol.2」に出演。9月3日、「Remember Girl’s Power!! 2022」Day1に出演。11月27日、三重県某所にて「野外ポートレート撮影会＆オフ会」を行う。12月18日、カレンダー発売記念イベントを行う。
2023年1月28日、「麻美ゆまと楽しむバスツアー」を開催。2月26日、4月始まりカレンダー発売記念イベントを行う。3月26日、「YUMA ASAMI BIRTHDAY PARTY 2023」を行う。8月26日、「麻美ゆま 全開全快ライブ〜あれから10年〜」を行う。9月3日、「Remember Girl’s Power!! 2023」Day2にゲスト出演。11月5日、屋形船イベントを行う。12月9日、カレンダー発売記念イベントを行う。12月24日、クリスマスイベントを行う。
2024年1月14日、名古屋にて半日店長とオフ会を行う。1月21日、「吉沢明歩のあっき～the Radio！」の公開収録に出演。2月25日、4月始まりカレンダー発売記念イベントを行う。3月24日、「YUMA ASAMI BIRTHDAY PARTY 2024」を行う。

## 人物・エピソード
- 趣味は香水集め[126] 、料理。特技はピアノ[126] 、英語。座右の銘は"HAPPY & SMILE"[127]。
- 氣志團の大ファン[128]。
- 群馬県高崎市出身[129][130]。実家は日本初のフィリピンパブ[131]「ドリーム」を経営。2店舗目「ニュードリーム」が店舗兼実家だった。4店舗まで経営し、すべて閉店[129]。幼少期はよく開店前に行ってお店のカラオケで歌っていた。十八番は「ガラガラヘビがやってくる」[129]。実家の閉店とともに極貧生活となり高校も1年生で中退している[131]。
- 初キスは14歳、初体験は15歳[132][133]。
- 中学2年のときに実用英語技能検定（英検）の準2級に合格[132]。
- 2020年、調理師の資格を取得[134][135]。
- 先輩の蒼井そらとは公私ともに仲が良く[136] 、テレビの旅行企画番組にも二人で出演している。家族以外で最初に病気のことを打ち明けたのも蒼井である[137]。
- 2015年、先輩のみひろが出演していた縁で舞台「志村魂」から声をかけられオーディションに参加し合格、以後志村ファミリーの一員として志村けん主演の舞台・コント番組に出演[138]。
- 志村けんとはプライベートでも交流があり、麻美の病気のことを知った志村は彼女を気遣い、体力をつけた方が良いと、うなぎやジンギスカンを食べに連れて行ってくれたという[139] 。最初に志村に会った「志村魂」のオーディションにて、志村から遠慮がちに「ゆまさんは、お酒の方はどうですか？」と質問されたことが印象に残っているという[138]。
- 2009年5月に、扁桃の手術を受けた[140]。
- 2009年6月から『週刊大衆』で『麻美ゆまの快感SEXクリニック』の連載を開始。
- 癌の理由について「自業自得」「アダルトビデオに出演していたから」とバッシングを受けた。実際は子宮癌は遺伝や本人の体質によるものであり、仕事は全く関係ない。しかし麻美は「そう受け取られても仕方がない」と語った。[141]
- 『東京スポーツ』での連載コラム等で自ら「ドM」と公言している。
- 10歳年上の姉と7歳年上の兄は再婚した母の連れ子で、父は麻美に優しかったが、兄に暴力を振るうことがあった。兄は次第に引きこもり、23歳の時に自ら命を絶った[131][142]。
- YouTubeチャンネル「オトナの保健室」で共演している架乃ゆらは初めて見たAVが麻美の作品であり、尊敬する女優に麻美を挙げている他「とても優しくて笑顔が素敵」と評している（「月刊FANZA2024年3月号」の架乃のインタビューより）。

## 作品

### アダルトビデオ
2005年
- 純情ハードコア（10月28日）
- 激情ハードコア（11月25日）
- 女尻（12月30日）

2006年
- 逆ソープ天国（1月27日）
- 顔面騎乗（2月24日）
- 制服人形（3月24日）
- セルフポートレート#6（4月28日）
- フェティッシュゆま（5月26日）
- 変態の練習（6月30日）
- 猥褻モデル（7月28日）
- 麻美ゆまと乳話しませんか?（8月31日）
- 超カメラ目線主義!（9月29日）
- YUMA ASAMI THE BEST（10月20日）※総集編
- Yuma Asami 1st Anniversary（10月27日）
- お医者さんごっこしよ♥（11月30日）
- FUCK&ROLL（12月28日）

2007年
- 麻美ゆまがセックスで応援!（1月26日）
- RODEO FUCK 背面騎乗で犯されて（2月23日）
- グレイテスト・ティッツ（3月23日）
- 無理矢理ちっくなセックスが好き♥（4月27日）
- 楽しくエッチに性教育! ゆまチン先生が教えてあげる（5月25日）
- THEリアル（6月15日）
- アリスピンクファイル あの新基準モザイクで魅せる! 麻美ゆま（6月29日）※総集編
- 絶叫!痙攣!イキ涙!（7月13日）
- 痴女（8月17日）
- ぼくのいいなりペット（9月14日）
- ナンバーワンAV女優≪麻美ゆま≫の素人男優オーディション（10月12日）
- YUMA ASAMI THE BEST 2（11月9日）※総集編
- ぴったりモザイク濃厚フェラチオねっとり舌愛撫（11月9日）
- 美しい女性になるための全身ハンドオイルエステ（12月14日）

2008年
- 我慢（2008年1月11日）
- 憧れの競泳水着インストラクター（2月8日）
- 出会って4秒で合体 麻美ゆま（3月14日）
- 数珠繋ぎ性交 麻美ゆま（4月11日）
- NO.1アイドル麻美ゆまが童貞をプロデュース（5月9日）
- 催眠快楽（6月13日）
- 麻美ゆまと100人のオナニスト（7月11日）
- ナンバーワンAV女優≪麻美ゆま≫の素人女優オーディション（8月8日）
- 年下の男の子（9月12日）
- NO.1アイドル 麻美ゆまを軟体に改造（10月10日）
- ゆまチンとイク！早漏改善合宿（11月14日）
- 駅前ベロちゅうデート（12月12日）
- 麻美ゆま100セックス 12時間（12月12日）※総集編

2009年
- 終わらないお掃除フェラ （1月9日）
- キミの家に、麻美ゆまを派遣します。（2月13日）
- RUBBERS COSPLAY （3月13日）
- 突然、目の前に麻美ゆま。（4月24日）
- 終わらないパイズリ（5月22日）
- 麻美ゆまの極太品評会（6月26日）
- 姉が裸族でガマンできない（7月24日）
- アリスJAPAN専属女優 麻美ゆまの超高級ソープ！（8月28日）
- 精子バンクぬきとり科 麻美ゆま（9月25日）
- 10回射精するまで終わらないセックス（10月23日）
- 電話中の彼女にいたずら 麻美ゆま（11月27日）
- 麻美ゆまが、キミの射精を管理します。（12月25日）
- 麻美ゆま全50作品すべて見せます 16時間（12月25日）※総集編

2010年
- 全員痴漢バス（1月22日）
- 私のキスを採点してください（2月26日）
- スポーツジムの女（3月26日）
- キミの家を、ソープランドにします。（4月23日）
- 麗しのノーブラ先生（5月28日）
- ベッドで学ぶ英会話（6月25日）
- ゆまのカラダを手に入れた！（7月23日）
- 早熟すぎるクラスメイト（8月27日）
- 毎日がYES枕 〜カラダがもたない新婚性活〜（9月24日）
- AVアイドル撮影会（10月22日）
- ヌーディストの女（11月26日）
- お祭り女（12月24日）

2011年
- 新米バスガイド・麻美ゆまが、修学旅行にご一緒します。（1月28日）
- セックスしてないフリ みんなにナイショの性交とイキガマン（2月25日）
- 終わらないフェラチオ（3月25日）
- 性処理ボランティアのお仕事（4月22日）
- キスしてフェラしてタマもシャブって、またフェラしてからアナル舐め（5月27日）
- 出会って4秒で合体アゲイン （6月24日）
- 筆おろしの湯 〜童貞専門お風呂屋さん〜（7月22日）
- 痴漢バスおとり捜査官（8月26日）
- 二番目の父に悪戯されて（9月23日）
- オカズあげます（10月28日）
- 女体コントローラーを手に入れた！（11月25日）
- 七発二日の温泉旅行（12月23日）

2012年
- ケンカした後のSEXが一番キモチいい（1月27日）
- きょうの性処理当番（2月24日）
- メンズ潮吹きエステへようこそ（3月23日）
- 痴女の天才（4月27日）
- セックスの先生（5月25日）
- 五時から枕営業部（6月22日）
- 麻美ゆま200セックス20時間（7月13日）※総集編
- オンリー騎乗位（7月27日）
- ゆまチンの背後霊になったら、毎日オッパイをモミまくれる（8月24日）
- ナンパ待ちの女（9月28日）
- 淫らなカラミ見せます4時間スペシャル（10月26日）
- 胸チラ誘惑お姉さん（11月23日）
- ソープランドに売られた人妻（12月28日）

2013年
- 出張ハイレグインストラクター（1月25日）
- Tのデカチン味くらべ（2月22日）
- レイプ狂い（3月22日）
- 体内の精子をすべて抜き取るSEX（4月26日）
- 夫を腹上死させた未亡人（5月24日）
- 麻美ゆま大全集① 【レイプ編】（7月26日）※総集編
- 麻美ゆま大全集② 【ＶＳ童貞・素人編】（9月27日）※総集編
- 純情ハードコア 麻美ゆま（10月25日）※リメイク
- 麻美ゆま大全集③ 【痴女編】（11月22日）※総集編
- 出会って４秒で合体 麻美ゆま（12月27日）※リメイク

2014年
- 麻美ゆま大全集④ 【イカセ編】（1月24日）※総集編

2015年
- 麻美ゆまデビュー10周年記念 皆さんお元気ですか？ゆまチンは元気です BEST3枚組12時間（8月14日）※総集編

| 発売日   | タイトル                                                                  | 規格   | 備考 |
| 2005年   | 2005年                                                                    | 2005年 | 2005年 |
| -------- | ------------------------------------------------------------------------- | ------ | --- |
| 11月7日  | 新人×ギリギリモザイク 新人ギリギリモザイク                                | DVD    | |
| 12月19日 | ギリギリモザイク ゆまのセックスじっくり見せてあげる                       | DVD    | |
| 2006年   |                                                                           |        | |
| 1月7日   | ギリギリモザイク ネットリ濃厚セックス                                     | DVD    | |
| 2月7日   | ギリギリモザイク 6つのコスチュームでパコパコ!                             | DVD    | |
| 3月7日   | ギリギリモザイク SEX ON THE BEACH〜南の島でパコパコ!                      | DVD    | |
| 4月7日   | ギリギリモザイク 僕だけのボイン保育園                                     | DVD    | |
| 5月7日   | ギリギリモザイク 学校でセックスしよっ                                     | DVD    | |
| 6月7日   | ギリギリモザイク 激パイズリ3                                              | DVD    | |
| 7月7日   | ギリギリモザイク ゆまとのパコパコ新婚生活                                 | DVD    | |
| 8月7日   | ギリギリモザイク 絶頂!イキまくり潮吹きFUCK                                | DVD    | |
| 9月7日   | ギリギリモザイク 僕だけのゆま                                             | DVD    | |
| 10月19日 | ギリギリモザイク 妄想的特殊浴場 本指名 麻美ゆま                           | DVD    | |
| 11月7日  | ハイパー×ギリギリモザイク ハイパーギリギリモザイク                        | DVD    | |
| 12月7日  | ギリギリモザイク 水着でパコパコしよっ♥                                    | DVD    | |
| 2007年   |                                                                           |        | |
| 1月7日   | ギリギリモザイク バコバコ乱交21                                           | DVD    | |
| 2月7日   | ギリギリモザイク 激烈ピストン7                                            | DVD    | |
| 2月7日   | S1二周年記念!完全撮り下ろしスペシャルまとめてドーンッ!!                   | DVD    | |
| 2月19日  | S1ドリームコレクション2周年記念スペシャルVer. スーパーS級アイドル8時間!!! | DVD    | |
| 3月7日   | ギリギリモザイク 妻みぐい ゆまと穂花との共同生活                          | DVD    | 共演:穂花 |
| 4月7日   | ギリギリモザイク 無限絶頂!激イカセFUCK                                    | DVD    | |
| 5月3日   | ハイパーギリギリモザイク 特殊浴場TSUBAKI 貸切入浴料1億円                  | DVD    | 共演:蒼井そら、吉沢明歩、穂花、小川あさ美、片瀬まこ、伊沢千夏、果梨、西野翔、遥めぐみ、美優千奈、MO☆MO AV OPEN 2007エントリー作品 |
| 5月7日   | ギリギリモザイク 絶叫!ビッグマグナムFUCK                                  | DVD    | |
| 6月7日   | 完全限定生産×ハイモザver2.1 ハイパーギリギリモザイクMV                    | DVD    | |
| 7月7日   | ギリギリモザイク 20コスチュームでパコパコ!                                | DVD    | |
| 8月7日   | ギリギリモザイク 極上ボディFUCK                                           | DVD    | |
| 9月7日   | ハイパー×ギリギリモザイク 潮吹きハイパーギリギリモザイク                  | DVD    | |
| 10月7日  | ギリギリモザイク 6つの風俗店でパコパコ!                                   | DVD    | |
| 11月7日  | ギリギリモザイク 僕の彼女、麻美ゆま                                       | DVD    | |
| 12月7日  | ギリギリモザイク ものすごい顔射                                           | DVD    | |
| 12月7日  | ハイパー×ギリギリモザイク 特殊浴場TSUBAKI8時間                            | DVD    | 共演:蒼井そら、伊沢千夏、小川あさ美、片瀬まこ、果梨、西野翔、遥めぐみ、穂花、美優千奈、MO☆MO、吉沢明歩                            |
| 2008年   |                                                                           |        | |
| 1月7日   | ギリギリモザイク ゆまはアナタのいいなり玩具                               | DVD    | |
| 2月7日   | ギリギリモザイク 止まらない失禁                                           | DVD    | |
| 3月7日   | ギリギリモザイク 近親相姦                                                 | DVD    | |
| 4月19日  | ハイパーギリギリモザイク ゆまとみのり                                     | DVD    | 共演:初音みのり |
| 5月7日   | ハイパー×ギリギリモザイク 僕だけの麻美ゆま                                | DVD    | |
| 6月19日  | ハイパー×ギリモザ ディープスロート                                        | DVD    | |
| 8月19日  | ギリモザ 繰り返す昇天、壮絶アクメ。                                       | DVD    | |
| 9月19日  | ギリモザ 美しい痴女の接吻と性交                                           | DVD    | |
| 10月19日 | 初ごっくん×ギリモザ 初めての精飲とセックス                                | DVD    | |
| 11月22日 | Wギリモザ Rioとゆま                                                       | DVD    | 共演:Rio |
| 12月19日 | ギリモザ もっと激しく、激しく突いて                                       | DVD    | |
| 2009年   |                                                                           |        | |
| 1月7日   | ギリモザ めぞんTSUBAKI S1女優と24時間セックスざんまい!                    | DVD    | 共演:みひろ、吉沢明歩、Rio、佐山愛、相内リカ、あのあるる、かすみりさ、初音みのり                                                  |
| 1月19日  | レイプ×ギリモザ 犯された女教師                                            | DVD    | |
| 2月19日  | ギリモザ 交わる体液、濃密セックス                                         | DVD    | |
| 4月19日  | ギリモザ 黄金比BODY                                                       | DVD    | |
| 5月19日  | ギリモザ 猥褻痴漢                                                         | DVD    | |
| 6月19日  | 麻美ゆま×麻美ゆま ミラクル双子姉妹                                        | DVD    | |
| 6月19日  | ギリモザ めぞんエスワン別館 イキまくり潮吹き大乱交                        | DVD    | 共演:吉沢明歩、みひろ、Rio、佐山愛、相内リカ、あのあるる、かすみりさ、初音みのり                                                  |
| 7月19日  | ギリモザ 潮吹きナースの誘惑看護                                           | DVD    | |
| 8月19日  | ギリモザ 最後の一滴までシャブらせて                                       | DVD    | |
| 9月19日  | ギリモザ OLびんびん物語 誘惑編                                            | DVD    | 共演:藤浦めぐ、かすみりさ、恵けい、初音みのり                                                                                     |
| 10月1日  | ギリモザ OLびんびん物語 誘惑編                                            | BD     | 共演:藤浦めぐ、かすみりさ、恵けい、初音みのり                                                                                     |
| 10月7日  | ギリモザ NO.1 BODY CONSCIOUS STYLE                                        | DVD    | |
| 11月1日  | ギリモザ NO.1 BODY CONSCIOUS STYLE                                        | BD     | |
| 10月19日 | ギリモザ OLびんびん物語 凌辱編                                            | DVD    | 共演:藤浦めぐ、かすみりさ、初音みのり、恵けい                                                                                     |
| 11月19日 | ギリモザ 麻美ゆまの美尻に押しつぶされたい                                 | DVD    | |
| 12月1日  | ギリモザ 麻美ゆまの美尻に押しつぶされたい                                 | BD     | |
| 12月19日 | ギリモザ オチンチン離れできない僕のママ                                   | DVD    | |
| 2010年   |                                                                           |        | |
| 1月7日   | エスワンTV THE芸能界 ヤリすぎ生放送!                                      | DVD    | 共演:吉沢明歩、佳山三花、藤浦めぐ、月見栞、桜ここみ、桐原エリカ、大空かのん、戸田アイラ                                           |
| 2月1日   | エスワンTV THE芸能界 ヤリすぎ生放送!                                      | BD     | 共演:吉沢明歩、佳山三花、藤浦めぐ、月見栞、桜ここみ、桐原エリカ、大空かのん、戸田アイラ                                           |
| 1月19日  | 私の体内に射精して                                                        | DVD    | |
| 2月19日  | 犯された女教師〜逃れられない凌辱                                          | DVD    | |
| 3月1日   | 犯された女教師〜逃れられない凌辱                                          | BD     | |
| 3月7日   | S1GIRLSCOLLECTIONOLびんびん物語4時間                                      | DVD    | |
| 3月19日  | ハードコアに突き挿して                                                    | DVD    | |
| 4月7日   | THE芸能界エロすぎ大乱交 エスワンTV 裏ちゃんねる                           | DVD    | |
| 5月1日   | THE芸能界エロすぎ大乱交 エスワンTV 裏ちゃんねる                           | DVD    | |
| 4月19日  | 完全服従どM秘書                                                           | DVD    | |
| 5月19日  | 挿れてるトキもキスして…                                                   | DVD    | |
| 6月19日  | 3D×麻美ゆま 立体映像で魅せる極上BODYセックス                              | DVD    | |
| 9月7日   | 3D×麻美ゆま 立体映像で魅せる極上BODYセックス                              | DVD    | |
| 7月19日  | 初体験は麻美ゆま                                                          | DVD    | |
| 8月19日  | イキなり発情してきた麻美ゆま                                              | DVD    | |
| 9月7日   | 麻美ゆま エスワン8時間Special                                             | DVD    | |
| 9月19日  | 性欲を持て余すエロセレブ                                                  | DVD    | |
| 10月19日 | 近親相姦 発育し過ぎた妹のカラダ                                           | DVD    | |
| 11月7日  | W 美しい痴女の接吻と性交                                                  | DVD    | 共演:吉沢明歩 |
| 11月7日  | W 美しい痴女の接吻と性交                                                  | BD     | 共演:吉沢明歩 |
| 12月19日 | 家庭教師 Hカップの先生に誘惑されて・・・                                  | DVD    | |
| 2011年   |                                                                           |        | |
| 1月19日  | 即ズボ! ランプが鳴ったらどこでもセックス                                  | DVD    | |
| 2月19日  | 交わる体液、濃密セックス 乱れ咲き温泉編                                   | DVD    | |
| 4月19日  | 秘密捜査官の女 監禁飼育されたエージェント                                 | DVD    | |
| 5月19日  | メガ盛り顔射祭                                                            | DVD    | |
| 6月19日  | 麻美ゆまの騎乗位スペシャル                                                | DVD    | |
| 7月22日  | スケベで優しいノーブラ管理人さん                                          | DVD    | |
| 8月7日   | 3D EVOLUTION 最高の女優と映像で魅せる3Dコレクション                       | DVD    | 総集編 出演:佳山三花、吉沢明歩、春菜はな、西條るり                                                                                |
| 8月19日  | 20コス!                                                                   | DVD    | |
| 9月19日  | 不倫相手は麻美ゆま。                                                      | DVD    | |
| 10月7日  | 麻美ゆまエスワン8時間Special2                                             | DVD    | 総集編 |
| 11月19日 | 痴女保健医                                                                | DVD    | |
| 12月19日 | 完全カメラ目線 イキ顔ガン見セックス                                       | DVD    | |
| 2012年   |                                                                           |        | |
| 1月7日   | W 夫の目の前で犯された若妻                                                | DVD    | 共演:吉沢明歩 |
| 1月7日   | W 夫の目の前で犯された若妻                                                | BD     | 共演:吉沢明歩 |
| 2月19日  | 僕の上司はセクハラ痴女OL                                                  | DVD    | |
| 3月19日  | イヤラしいカラダ                                                          | DVD    | |
| 4月7日   | ゆまと二人きりでシコシコしよっ♪ 最高のオナニーサポート4時間               | DVD    | 総集編 |
| 4月19日  | バッコンバッコン大乱交                                                    | DVD    | |
| 5月19日  | バコバコ風俗NO.1指名 4時間スペシャル                                      | DVD    | |
| 7月19日  | 早漏彼氏                                                                  | DVD    | |
| 8月19日  | 極嬢ルームサービス 超VIP限定 秘密の交際クラブ                             | DVD    | |
| 9月19日  | 汁まみれ                                                                  | DVD    | |
| 10月7日  | 麻美ゆま 2012エスワン8時間Special                                         | DVD    | |
| 10月19日 | 秘密捜査官の女2                                                           | DVD    | |
| 12月19日 | 麻美ゆまの潮吹きフルコース                                                | DVD    | |
| 2013年   |                                                                           |        | |
| 1月7日   | W 美しき暗殺者                                                            | DVD    | 共演:吉沢明歩 |
| 1月7日   | W 美しき暗殺者                                                            | BD     | 共演:吉沢明歩 |
| 2月19日  | バコバコ風俗 NO.1再指名                                                   | DVD    | |
| 3月19日  | 湯けむり美人女将 癒しの温泉宿                                             | DVD    | |
| 4月19日  | 精子ちょうだい                                                            | DVD    | |
| 5月7日   | 犯された麻美ゆま 4時間まるごとレイプSPECIAL                               | DVD    | 総集編 |
| 5月19日  | 夫の目の前で犯された若妻 恥辱の催眠レイプ                                 | DVD    | |
| 6月19日  | 媚薬に溺れた若妻                                                          | DVD    | |
| 7月19日  | 高画質 麻美ゆま厳選10本番                                                 | DVD    | 総集編 |
| 7月19日  | 高画質 麻美ゆま厳選10本番                                                 | BD     | 総集編 |
| 10月7日  | 麻美ゆま 2013エスワン8時間Special                                         | DVD    | 総集編 |
| 10月7日  | 麻美ゆま 2013エスワン8時間Special                                         | BD     | 総集編 |
| 2014年   |                                                                           |        | |
| 12月19日 | S1麻美ゆま 48時間 ～メモリアル永久保存版BOX～                             | DVD    | 闘病復帰後の撮り下ろしインタビューを加えた総集編                                                                                  |

| 発売日         | タイトル                                      | メーカー     | 備考                   |
| -------------- | --------------------------------------------- | ------------ | ---------------------- |
| 2009年3月19日  | 母と娘 〜汚された花嫁衣裳〜                   | Rookie       | 共演:牧原れい子        |
| 2011年3月7日   | プレミアム5周年記念特別作品 THE PREMIUM V.I.P | PREMIUM      | 共演：桜木凛、大橋未久 |
| 2012年6月7日   | 夫の目の前で犯されて- 貞操泥棒 麻美ゆま       | アタッカーズ |                        |
| 2012年11月13日 | SSS-BODY「完全ノーカットセックス」            | E-BODY       |                        |

### イメージビデオ
- らぶぱら（2006年4月21日、竹書房）
- ネイキッドビーナス（2006年6月25日、ビーエムドットスリー）
- 裸体 麻美ゆま（2006年6月25日、シャッフル）
- キレイナセックス（2006年9月13日、コンセント）
- DOUBLE SHOT（2007年1月25日、イエローボックス）
- PREMIUM HONEY（2007年3月8日、PREMIUM）
- JUICY HONEY 麻美ゆま（2007年5月25日、オルスタックピクチャーズ）
- PREMIUM HONEY 麻美ゆま SECOND IMPACT（2007年9月6日、PREMIUM）
- X時間 エクスタシー （2008年2月1日、ゴマブックス）
- X時間 エクスタシー 麻美ゆま ZERO（2008年12月26日、ゴマブックス）
- エロキュート（2008年12月26日、オルスタックピクチャーズ）
- Yuma 麻美ゆま（2009年4月9日、REbecca (レベッカ)）
- 妄想X S級女優の旬感エクスタシー（2009年5月25日、ARK）
- エロキュートII（2009年11月27日、オルスタックピクチャーズ）
- エロキュート3 麻美ゆま（2015年8月24日、JUICY HONEY）

## ディスコグラフィ

### シングル
| 枚  | 発売日        | CD表題             | 品番         | オリコン最高位 |
| --- | ------------- | ------------------ | ------------ | -------------- |
| 1st | 2008年1月23日 | Resolution         | GYZL-10006/7 |                |
| 2nd | 2015年5月20日 | Re Start〜明日へ〜 | PCCA-70437   | 38位           |

### ミニアルバム
| 枚  | 発売日         | CD表題        | 品番       | オリコン最高位 |
| --- | -------------- | ------------- | ---------- | -------------- |
| 1st | 2017年01月18日 | SCAR Light EP | PCCA-04469 | 74位           |

### 参加作品
| 発売日        | アーティスト | 参加アルバム | 参加曲                              |
| ------------- | ------------ | ------------ | ----------------------------------- |
| 2019年2月27日 | 栗原ゆう     | ZOO          | 03. サーティワンの恋 feat. 麻美ゆま |

## 書籍

### 単行本
- 女のコが本当にしてほしいセックス（ベスト新書 2009年3月19日、ベストセラーズ）ISBN 978-4584122228
- AVクイーンが書いて読んでイカせるCD付官能ノベル Ki-Mo-Chi-i-i （2009年3月23日、徳間書店）ISBN 4198627002
- 麻美ゆま自叙伝「Re Start ~どんな時も自分を信じて~」[33][34]（2014年5月6日、講談社）ISBN 978-4062185486

### 連載
- 麻美ゆまの快感SEXクリニック（2009年6月15日号 - ?、週刊大衆）
- クイズ大人のモテ講座（2014年[145] ・2015年、週刊大衆）

- 【連載】麻美ゆま「ＨＡＰＰＹ＆ＳＭＩＬＥ」（2014年11月3日 - 12月31日、東スポ Web）[35]
- ゆまチンの10年間全部出し！（2015年[146]、週刊大衆）
- 麻美ゆまのあなたに会いたい！（2015年6月22日発売号[147] ‐ ，週刊大衆）[148]

### トレーディングカード
| タイトル                                                   | 発売日         | 発売元 | 撮影   | 備考                                   |
| ---------------------------------------------------------- | -------------- | ------ | ------ | -------------------------------------- |
| AVC ジューシーハニー Vol.3                                 |                | ミント | 岡克己 | 小澤マリア、他二人とセット             |
| AVC ジューシーハニー Vol.6                                 |                | ミント | 岡克己 | 紅音ほたる、範田紗々、涼果りんとセット |
| AVC ジューシーハニー スペシャルエディション 麻美ゆま       | 2006年11月25日 | ミント | 岡克己 |                                        |
| AVC ジューシーハニー スペシャルエディション 麻美ゆま Vol.2 | 2008年9月6日   | ミント | 岡克己 |                                        |
| AVC ジューシーハニー プレミアムエディション2008            | 2008年12月20日 | ミント | 岡克己 | 希志あいの、ほしのみゆとセット         |
| AVC ジューシーハニー プレミアムエディション 麻美ゆま       | 2009年10月24日 | ミント | 岡克己 |                                        |
| AVC ジューシーハニー EX 麻美ゆま Rainbow Ver./Vivid Ver.   | 2011年10月29日 | ミント | 岡克己 |                                        |
| AVC ジューシーハニー プレミアムエディション2012 アズール   | 2012年9月01日  | ミント | 篠原潔 | 明日花キララ、希崎ジェシカとセット     |

### 写真集
- ASA‐YUMA（2005年12月、双葉社、撮影：高橋生建）ISBN 978-4575298697
- らぶぱら（2006年4月、竹書房、撮影：篠原潔）ISBN 9784812427088
- MY GIRL(TOEN MOOK NO.21)（2007年2月、桃園書房）ISBN 978-4807843657
- ユーマニズム（2007年9月、リイド社、撮影：郡司大地）ISBN 978-4845833276
- YUMA-chin（2011年4月6日、双葉社、撮影：篠原潔）ISBN 978-4575303070

## 出演

### テレビドラマ
- 下北GLORY DAYS（2006年4月14日 - 7月7日、テレビ東京） 小森美葉 役
- 新宿スワン  第5話（2007年9月22日、テレビ朝日） アゲハ 役(ゲスト)
- 嬢王 Virgin（2009年10月2日 - 12月18日、テレビ東京）一条亜美 役
- ジョージ・ポットマンの平成史 第8話 童貞史（前編）（2011年11月26日、テレビ東京）- ゲスト
- 白戸修の事件簿 第8話（2012年3月16日、TBS） 岡村博美 役(ゲスト)

### バラエティ・情報番組
- ヴィーナス・フューチャー#98（2006年、エンタ!371）
- 月刊 麻美ゆま1-4（エンタ!959）
- やりすぎコージー 夏のモンロー祭り（2006年7月22日・29日、テレビ東京）
- 今年も生だよ芸人集合 9時間笑いっぱなし伝説 2007年もっとも売れる吉本No.1芸人は誰だ!?スペシャル（2006年12月31日・2007年1月1日、テレビ東京）
- ゆまチンと!（2007年1月 - 2009年9月、スカパー：エンタ!371）メインMCレギュラー（初冠番組）
- おねがい!マスカット（2008年4月7日 - 2009年3月30日、テレビ東京）レギュラー
- ゴッドタン 〜The God Tongue 神の舌〜正月SP（2009年1月2日、テレビ東京）「新春キス我慢特別編」相手：狩野英孝
- おねだり!!マスカット（2009年4月6日 - 2010年3月29日、テレビ東京）レギュラー
- ビートたけしのもう1回だけ見ちゃいけないTV（2009年12月28日、TBS）AV男優の志良玉弾吾と共にVTR出演
- おもいッきりPON!（2010年2月12日、日本テレビ）恵比寿マスカッツとして蒼井そら、Rio、吉沢明歩、みひろと一緒に出演
- ちょいとマスカット! （2010年4月7日 - 9月29日、テレビ東京）2代目リーダー
- 音流（2010年7月2日・2012年3月23日・2013年1月4日・11日、テレビ東京）
- 姫姫旅行 〜Princess×Princess to Lip〜（2010年8月、福島中央テレビ）共演：蒼井そら、パリ編
- おねだりマスカットDX!（2010年10月6日 - 2011年9月28日、テレビ東京）2代目リーダー
- かすみレディオ（エンタ!959） 共演：かすみ果穂
  - #9（2010年）
  - #10（2010年）
  - #24・#25（2014年5月）
  - #47 ラストかすみレディオ（2016年4月）

- 姫姫旅行 〜Princess×Princess to Lip〜（2011年10月、福島中央テレビ）共演：蒼井そら、メキシコ・カンクン編

- おねだりマスカットSP!（2011年10月5日 - 2013年3月30日 、テレビ東京）2代目リーダー（ - 2012年3月任期満了）
- 胸キュン!アリスたーず（2011年10月16日、エンタ!371）アリスた～ずとして。
- あいのエチュード（エンタ!959） 共演：希志あいの
  - #12・#14（2012年）
  - #41・#42・#43（2014年5月 - 7月、エンタ!959） 共演：かすみ果穂
- おもしろ言葉ゲーム OMOJAN（2012年5月22日、フジテレビ）恵比寿マスカッツとして吉沢明歩、里美ゆりあと出演
- ゴッドタン 〜The God Tongue 神の舌〜（2012年5月26日・6月2日、テレビ東京）- 「バカヤロウ! 徒競走」相手：澤部佑 （ハライチ ）
- 24時間かすみレディオ（2012年8月11日 - 12日、エンタ!371）電話出演、共演：かすみ果穂 ほか
- ノンストップ!（2013年7月3日、フジテレビ）
- BAZOOKA!!!「全身全霊で応援!頑張れ!麻美ゆま」（2013年8月26日、BSスカパー！BS241）共演：蒼井そら、ライブ：氣志團
- 24時間かすみレディオ2013（2013年9月29日、エンタ!959）電話出演、共演：かすみ果穂ほか
- 5時に夢中！（2014年8月7日、東京MXテレビ）
- マスカットナイト（2015年11月4日・11日、テレビ東京）マスカッツOGとして希志、蒼井、みひろ、初音、佐山、小倉、川村え、山口、瑠川、児玉、山中、里美、推川、篠原、坂本、安城、希島と出演
- 36時間かすみ果穂＆上原亜衣引退特別編成（2016年4月16日、エンタ!959）
  - かすみレディオ傑作レディオ1-3
  - かすみレディオ#47、ラストかすみレディオ、DJかすみ卒業式。- 共演：桜木凛、初音みのり、瑠川リナ、小島みなみ、白石茉莉奈、阿部乃みく、湊莉久、範田紗々
- 新みっひーランド みひなな食堂 #14・#15（2017年、エンタ!959）
- 恵比寿マスカッツ横丁!（2017年10月5日 - 12月28日、テレビ東京）マスカッツPTAとして蒼井そら、Rioと出演
- 志村けんのバカ殿様 （2018年11月20日・2019年1月9日・2019年10月30日・2020年1月8日、フジテレビ）

### 映画
- 妖女伝説セイレーンX〜魔性の誘惑〜（2008年5月24日、新東宝）監督:城定秀夫 - 主演・麗華 役[149]
  - 妖女伝説セイレーンX〜魔性の誘惑〜（2008年10月3日、竹書房）※DVD版
- 新釈 四畳半襖の下張り（2010年10月1日、新東宝）監督:愛染恭子 原作:永井荷風 - 主演・芸者 曽根子 役[150]
  - 新釈 四畳半襖の下張り（2011年1月7日、竹書房）※DVD版
- 阿部定 〜最後の七日間〜（2011年6月18日、新東宝）監督：愛染恭子 - 主演・阿部定 役[151]
  - 阿部定 〜最後の七日間〜（2011年8月19日、GPミュージアム）※DVD版
- 奴隷市（2012年12月1日、新東宝）監督:愛染恭子 原作:団鬼六 - 主演・敏江(温泉旅館の女将) 役[152]
- 探偵はBARにいる2 ススキノ大交差点（2013年5月11日、東映）監督:橋本一 - 極上女 役[153]
  - 探偵はBARにいる2 ススキノ大交差点（2013年11月1日、アミューズソフトエンタテインメント）※DVD版
- 桜姫（2013年6月29日、スターダストピクチャーズ）監督:橋本一 - お七(遊女) 役 ※原案:四世鶴屋南北による歌舞伎演目「桜姫東文章」[154]
  - 桜姫（2013年11月8日、スターダストピクチャーズ）※DVD版

### Vシネマ
- 妖艶くノ一伝 鍔女（つばめ）篇（2006年10月25日、GPミュージアム）監督:加藤義一 - 主演・鍔女(くノ一) 役[155]
- ミッドナイトエンジェル〜世直し官能喫茶〜（2011年2月25日、トップマーシャル）監督:カワノゴウシ 原案:麻美ゆま - 主演・YUMA（ミッドナイトエンジェル） 役[156]
- 武闘派の道（2015年9月3日、オールイン エンタテインメント）監督:金澤克次[157]
- 武闘派の道 2（2015年11月6日、オールイン エンタテインメント）監督:金澤克次[158]
- 仁義のはらわた（2016年6月25日、オールイン エンタテインメント）監督:村田啓一郎  - さくら(竹松連合会車屋六代目総長の姪、五代目総長の娘) 役[159]
- 仁義のはらわた 2（2016年8月25日、オールイン エンタテインメント）監督:村田啓一郎  - さくら 役[160]

### ウェブテレビ
- 小力の小部屋（2014年6月25日、macheTV）[161][162] メインMC：長州小力、アシスタント：永作あいり
- ピーチゃんねる＃７（2016年8月27日、AbemaTV）初AbemaTV
- 今夜、釈明しますm(_ _)m #2（2017年5月27日、AbemaSPECIAL2チャンネル）
- AbemaPrime（2018年12月24日[163]、2019年2月1日、4月2日、7月23日、AbemaTV）
- 街録ch〜あなたの人生、教えて下さい〜（2020年、YouTube番組）
- オトナの保健室（2020年6月27日 - 、オトナの保健室/YouTube）MC
- マスカッツThe NIGHT!~生放送4時間SP~[164][165]（2021年1月26日、AbemaTV）共演：大久保佳代子、みひろ、蒼井そら、吉沢明歩

### バラエティビデオ
- 姫姫旅行 蒼井そら×麻美ゆま パリ編[166]（2010年9月15日、ポニーキャニオン）共演：蒼井そら
- 姫姫旅行 蒼井そら×麻美ゆま メキシコ編[167][168]（2011年11月25日、ポニーキャニオン）共演：蒼井そら

### ゲーム
- 龍が如く2（PS2）（2006年12月7日、セガ）キャバクラ嬢：ゆま 役
- アイドルと野球拳DX（PSP）（2008年2月21日、グラッツコーポレーション） 共演：小西那奈、桜井あみ
- アイドルと野球拳DX（DVDPG）（2008年2月21日、グラッツコーポレーション） 共演：小西那奈、桜井あみ

### パチンコ
- CR桃太郎侍 怒（藤商事、2012年）千雲 役

### ミュージック・ビデオ
- DJ OZMA「珍魂歌」[169][170]（2011年12月7日、avex trax）恵比寿マスカッツとして西野翔、小川あさ美、佐山愛、川村えな、山口愛実、栗山夢衣と出演

- GILLE「Try Again」[Try Again Stories ♯17 麻美ゆま編] [171][172]（2014年11月13日、UNIVERSAL MUSIC JAPAN）
- ワンダフルボーイズ「君が誰かの彼女になりくさっても」[173][174]（2019年2月19日、Victor Entertainment）
- 恵比寿マスカッツ「NO VICTORY WITHOUT DREAM」（2022年5月25日、ドリーミュージック）OGとして出演

### 舞台
- 志村魂 第10回公演（2015年7月23日 - 8月27日：中日劇場7/23-7/26、明治座7/30-8/13、明石市民会館8/19-8/20、島根市市民会館8/22-8/23、松山市民会館8/26-8/27）
- 志村魂 第11回公演（2016年7月30日 - 8月21日：明治座7/30-8/7、中日劇場8/10-8/16、新歌舞伎座8/19-8/21（一部中止））
- 志村魂 第12回公演（2017年7月21日 - 8月22日：ハーモニーホール座間7/21-7/23、中日劇場7/26-7/30、福岡サンパレス8/4、明治座8/8-8/17、新歌舞伎座8/19-8/22）
- 志村魂 第13回公演（2018年7月27日 - 9月1日：新歌舞伎座7/27-7/30、明治座8/17-8/26、御園座8/29-9/1）
- 志村魂 第14回公演（2019年7月25日 - 8月20日：新歌舞伎座7/25-7/28、明治座8/2-8/12、御園座8/17-8/20）

### 講演、トークイベント
- キャンサーサバイバーフォーラム「サバイバーシップを考える」[175][176][177]（2013年12月7日、秋葉原UDXシアター）主催：Over Cancer Togetherキャンペーン運営委員会
- 第2回主催シンポジウム「がんサバイバーの体験談を通して」[178]（2014年3月1日）主催：近畿がん診療推進ネットワーク
- 「MBS×CNJ Jump Over Cancer ～がんと向き合う女性の悩み～」[179]（2014年4月22日）共催：毎日放送、NPO法人キャンサーネットジャパン
- 【BLOGOS×日本財団】「女性と闘病」〜大野更紗×麻美ゆま対談〜[180][181]（2014年7月30日、東京 日本財団ビル）共演：大野更紗
- 講演会「病気になるということ」～そして、未来への挑戦～[182]（2014年12月9日、中央大学 多摩キャンパス）
- オンコロMy Story 麻美ゆま編[183]（2015年5月12日、がん情報サイト「オンコロ」）
- 第3回メディカルジャーナリズム勉強会「インターネット上の医療健康情報の今後を考える」[184]（2016年12月17日、デジタルハリウッド大学大学院）
- 日本財団ソーシャルイノベーションフォーラム2018「私たちは性のはなしを知らない」[185]（2018年9月8日、青山学院大学）
- ニコニコ超会議2019「女性のカラダにまつわるウソ？ホント？」[186]（2019年4月27日、幕張メッセ）
- 「治験の生活向上ＷＥＢ」トークショー[187]（2019年11月24日、日本橋ライフサイエンスハブ）主催：治験の生活向上ＷＥＢ、共演：村西とおる
- 大阪がん医療セミナー「「なんでやねん?!」病院では言えない患者のホンネとアリガトウ」[188]（2020年2月29日、大阪 BREEZE PLAZA）主催：近畿がん診療推進ネットワーク
- 「子宮の日スペシャルトークライブ ～子宮頸がんを予防する～」[189][190][191]（2021年4月9日）主催：みんパピ!みんなで知ろうHPVプロジェクト
- オンラインcafe会「麻美ゆまさんと一緒にがん教育セミナー！」[192][193]（2021年9月1日）主催：NPO法人スマイルハート
- 「みんなにやさしいサウナ女子会」（2022年3月10日、新宿ロフトプラスワン）共演：松野井雅，都丸紗也華，やのしん
- 「マリリが逢いたい vol.3」[194]（2022年8月8日、LOFT9 Shibuya）共演：奥津マリリ、南波一海

## ライブ
恵比寿マスカッツとしての出演は「恵比寿マスカッツ#ライブ」を参照

### ワンマン、主催ライブ
- 麻美ゆま Birthday Party!! アラサーパイ投げ大作戦!! ～歌うよ!弾けるよ!みんなでお祝いしてね♡～[38][195][196][39][197][198]（2016年3月27日、渋谷TAKE OFF 7）
- 麻美ゆま バースデーライブ ～三十路の国からこんにちは～、～三十路の国からこんばんは～[41][199][200][201][202][203][42]（2017年3月20日、渋谷TAKE OFF 7）初ワンマン
- 麻美ゆま 31th Birthday Live <1部>、<２部>[204][205][206][207][208]（2018年3月21日、渋谷TAKE OFF 7）ワンマン
- 麻美ゆま 平成最後のBirthday LIVE!! in SHIBUYA 0324.[209][210]（2019年3月24日、渋谷TAKE OFF 7）ワンマン，初のバンド編成[211][45]
- YUMA Labo. #0 [46][47]（2019年6月22日、渋谷TAKE OFF 7）共演：HONEBONE、栗原ゆう、AZU、初の主催ライブ[212]
- YUMA Labo. #02 ～BoinBoinFes.～[213][214]（2019年12月6日、青山RizM）共演：最高じぇねれーしょん、ぱいぱいでか美、NYouTuber（手島優）
- YUMA Labo. #03 ～ファンシーの国から呼ばれて飛び出てジャジャジャジャーん♪～[48][49][215]（2020年1月16日、SHIBUYA PLEASURE PLEASURE）共演：吉沢明歩、初2daysの1日目
- YUMA Labo. #04 ～スペシャルミラクルな夜～[50][51][52][216]（2020年1月17日、SHIBUYA PLEASURE PLEASURE）共演：Rio、初2daysの2日目
- YUMA Labo. #01 ～Love Labo～[217][218][219] 振替公演（2020年2月16日、青山 月見ル君想フ）ワンマン
- 麻美ゆまONLINE LIVE2020「マナツノヨルノユマ」[55][56][57]（2020年7月31日、渋谷TAKE OFF 7）ワンマン、無観客
- Go to Labo. Smile編、Happy編[220][221]（2020年12月12日、恵比寿club aim）ワンマン、およそ300日振りの有観客ライブ[222]
- 麻美ゆま バースデーライブ2021「厄年抜けましたぁぁ！」[60][61][62][63]（2021年3月19日、渋谷TAKE OFF 7）ワンマン、有観客および配信
- 麻美ゆまオンラインLIVE &トークイベント[223]（2021年5月22日）配信
- 麻美ゆま配信ライブ「マナツノヨルノユマ Vol.02」[66][67][224][225]（2021年9月12日、渋谷TAKE OFF 7）ワンマン、無観客[226]

### 主なゲストライブ
- Rock Beats Cancer FES Vol.3[29][30]（2013年10月5日、京都 東寺）
- Rock Beats Cancer FES Vol.4[227][228]（2014年6月6日、恵比寿リキッドルーム）
- YATSUI FESTIVAL! 2014（2014年6月21日）
- ワールドグルメ＆ミュージックフェスタ2014（2014年6月29日、代々木公園野外ステージ）ゲリラ豪雨で中断[229]
- 蒼そらフェス~屋内だけど~[230]（2014年10月5日、新宿BLAZE）
- アラサーランドリリースxWONDER WORLD vol.7（2015年 4月19日、渋谷Glad）
- YATSUI FESTIVAL! 2015（2015年6月20日、club asia）
- ワールドグルメ＆ミュージックフェスタ2015（2015年6月28日 、代々木公園野外ステージ）
- YATSUI FESTIVAL! 2016[231]（2016年6月18日、club asia）
- WONDER WORLD vol.17[232]（2016年6月19日、大阪 FANJ twice）初大阪ライブ
- ワールドグルメ＆ミュージックフェスタ2016（2016年7月24日、代々木公園野外ステージ）
- Remember Girls Power!! 2016[233]（2016年9月9日、Zeppダイバーシティ東京、第1回）
- WONDER WORLD vol.19（2016年11月 5日、渋谷 Star lounge）
- WONDER WORLD vol.20（2016年11月26日、大阪 味園ユニバース）
- WONDER WORLD vol.22（2017年5月13日、渋谷 Star lounge）
- ワールドグルメ＆ミュージックフェスタ2017（2017年6月17日、代々木公園野外ステージ、第6回）
- YATSUI FESTIVAL! 2017[234]（2017年6月18日、club asia）
- Wake Up Festival 2017[235]（2017年7月8日、台湾 嘉義文化創意產業園區）初の海外フェス出演
- Remember Girls Power!! 2017[236][237]（2017年9月10日、渋谷duo MUSIC EXCHANGE）
- ワールドグルメ＆ミュージックフェスタ2018（2018年6月16日、代々木公園野外ステージ、第7回）
- YATSUI FESTIVAL! 2018（2018年6月17日、club asia）
- WONDER WORLD vol.34（2019年4月14日、大阪 味園ユニバース）
- YATSUI FESTIVAL! 2019（2019年6月16日、club asia）
- ワールドグルメ＆ミュージックフェスタ2019（2019年6月23日、代々木公園野外ステージ、第8回）
- Remember Girl's Power!! 2019[238][239]（2019年9月1日、渋谷ストリームホール）
- WONDER WORLD vol.35 ～5周年～（2019年10月22日、大阪 Anima）
- ONLINE YATSUI FESTIVAL! 2020[240]（2020年6月20日、O-nest）初めての無観客ライブ
- Remember Girl's Power!! 2020 オンライン[241][242]（2020年9月6日）無観客
- 武蔵野音楽祭 蓮の音カーニバル2020[243]（2020年12月13日、吉祥寺 曼荼羅）有観客
- Remember Girl’s Power!! 2021[244][245]（2021年9月25日、東京建物 Brillia HALL）無観客
- ロマンス＆バカンス5周年5days④「108煩悩将軍」[246][247]（2021年10月8日、池袋adm）共演：ロマンス＆バカンス、有観客
- みひろ 20周年 SPECIAL LIVE（2022年2月26日、横浜ベイホール）共演：みひろ、吉沢明歩
- 恵比寿マスカッツ10周年記念ライブ～オールスター大感謝祭～（2022年5月25日、EX THEATER ROPPONGI）初代恵比寿マスカッツとして。共演：第二世代恵比寿マスカッツ
- みひろ SPECIAL LIVE Vol.2（2022年5月28日、横浜ベイホール）共演：みひろ、原口あきまさ
- Remember Girl’s Power!! 2022 Day1（2022年9月3日、池袋西口公園 GLOBAL RING）

## 受賞歴
- 2006年 MOODYZ年末大感謝祭2006 最優秀女優賞、作品賞2位『新人 ギリギリモザイク 新人ギリギリモザイク』
- 2007年 MOODYZ年末大感謝祭2007 女優賞4位、作品賞6位『ギリギリモザイク 妻みぐい ゆまと穂花との共同生活』
- 2008年 スカパー!アダルト放送大賞2008年度最多出演女優大賞
- 2012年 アリスJAPAN2012プレスカンファレンス ベストアクトレス賞[248]